# إشراقية
الإشراقية هو مذهب فلسفي، وهو كلمة مشتقة من «الإشراق» وهي في اللغة الإضاءة والإنارة.
واصطلاحا عرّفه البعض بأنه «ظهور الأنوار الإلهية في قلب الإنسان الصوفي (العارف)». فيما عرفه آخرون بأنه «معرفة الله من طريق الكشف أو نتيجة لانبعاث نور من العالم غير المحسوس إلى الذهن».
يعد السهروردي المقتول من مؤسسي مذهب الإشراق في العالم الإسلامي.

## تاريخها
تأثر الفيلسوف الفارسي أو الكردي شهاب الدين السهروردي (1155-1191)، والذي كتب ما يزيد عن 50 مؤلفاً في الفارسية والعربية، بابن سينا والأفلاطونية المحدثة، فأسس مدرسة الإشراق، وطوّر نمطاً من الإشراقية أو حكمة الإشراق، وتعتمد المدرسة الفارسية والإسلامية على المناهج الفلسفية الإيرانية القديمة، والسينوية (فلسفة ابن سينا الإسلامية المبكرة)، والأفلاطونية المحدثة (التي عدلها ابن سينا) والأفكار الأصلية للسهروردي.
ناقش السهروردي في كتابة حكمة الإشراق أن النور يعمل على جميع مستويات التسلسل الهرمي للواقع، فيصدر أنواراً حقيقية وغير مادية، بما فيها الكائنات الحكيمة غير المادية (الملائكة)، وأرواح البشر والحيوانات، وحتى «المواد الغسقية»، مثل الأجسام.
تعتمد ميتافيزيقيا السهروردي على مبدأين، يُعتبر أولهما أحد أشكال مبدأ العلة الكافية، أما الثاني فهو ذاته مبدأ أرسطو بأن اللانهائية الفعلية مستحيلة.
لم تُترجم أي من أعمال السهروردي للاتينية، لذا بقي مجهولاً في الغرب اللاتيني، بيد أن استمر تدريس مؤلفاته في الشرق الإسلامي، وأشار حسين نصر إلى أن السهروردي بقي مجهولاً بالنسبة للغرب حتى ترجم المفكرون المعاصرون، مثل هنري كوربن، مؤلفاته للغات غربية، وما يزال مجهولاً إلى حد كبير حتى في بلدان ضمن العالم الإسلامي.
وقد حاول السهروردي تقديم وجهة نظر جديدة حول أسئلة معينة كتلك المتعلقة بالوجود، ولم يدفع بالفلاسفة المشائين لمواجهة اسئلة جديدة كهذه وحسب، بل وهب كذلك حياةً جديدة لكيان الفلسفة بعد ابن سينا، ويشير جون والبريدج إلى أنه يمكن اعتبار انتقادات السهروردي للفلسفة المشائية نقطة تحول مهمة لخلفائه، فرغم أنه كان في البداية رائداً في الفلسفة المشائية، أًصبح فيما بعد أفلاطونياً تبع تجربة صوفية، ويُعتبر السهروردي الشخص الذي أحيا الحكمة القديمة في بلاد فارس بفلسفة الإشراق خاصته، وتابع تلامذته، أمثال الشهرزوري وقطب الدين الشيرازي، طريق معلمهم، وقد ميز السهروردي بين مقاربتين في فلسفة الإشراق: إحداهما منطقية والأخرى حدسية.